# Мале Сракане (Мали Лошињ)
Мале Сракане су насељено место у саставу града Малог Лошиња у Приморско-горанској жупанији, Република Хрватска.

## Географија
Мале Сракане се налазе на истоименом острву Мале Сракане.

## Историја
До територијалне реорганизације у Хрватској насеље се налазило у саставу старе општине Црес-Лошињ.

## Становништво
На попису становништва 2011. године, Мале Сракане су имале 2 становника.